# Monument aux morts de Campan
Le monument aux morts de Campan (Hautes-Pyrénées, France) est consacré aux soldats de la commune morts lors des conflits du XXe siècle.

## Caractéristiques
Le monument est érigé dans le centre de Campan, dans la cour de l'église.
Il est constitué d'un socle circulaire soutenant la statue en bronze d'une femme en deuil, mains jointes, la tête recouverte d'un capulet noir, vêtement de deuil traditionnel de la vallée ; son visage n'est quasiment pas visible,. Sur le socle, des bas-reliefs évoquent la paix retrouvée à travers les représentations des trois principales richesses de la commune : le bois, le beurre et la laine. À la différence de nombreux monuments aux morts communaux de France, celui de Campan ne contient aucune référence à la guerre, que ce soit sous forme statuaire ou d'inscription : ni soldat, ni arme.
Trois plaques de pierre portent les noms des soldats de la commune morts lors des conflits du XXe siècle, une pour chaque village : Campan, Sainte-Marie et La Séoube,.

## Histoire
La statuaire est l'œuvre d'Edmond Chrétien. Le monument est inauguré le 28 novembre 1926.
Le monument aux morts est inscrit au titre des monuments historiques le 18 octobre 2018. Il fait partie d'un ensemble de 42 monuments aux morts de la région Occitanie protégés à cette date pour leur valeur architecturale, artistique ou historique.

Sélection de vues du monument aux morts municipal.
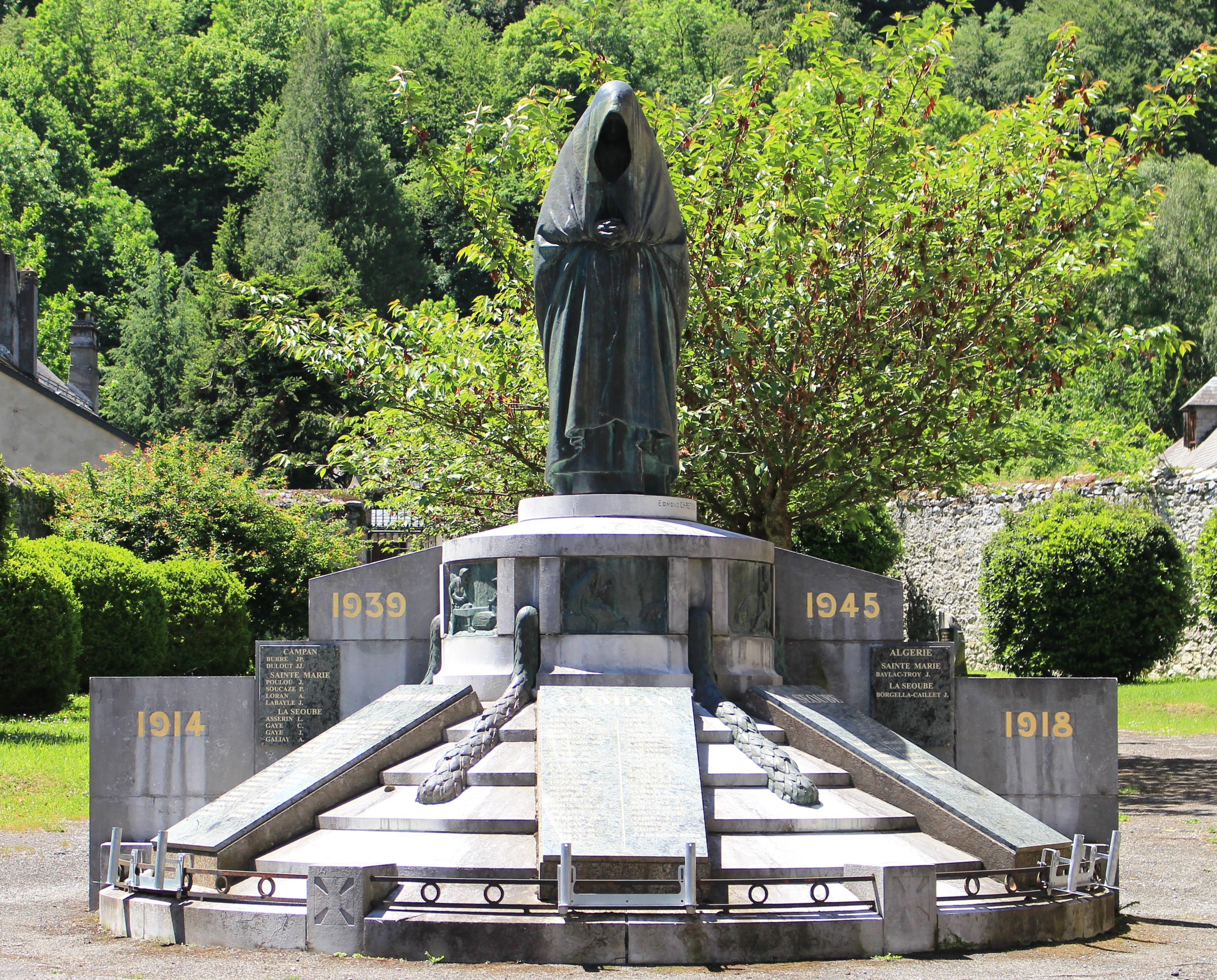
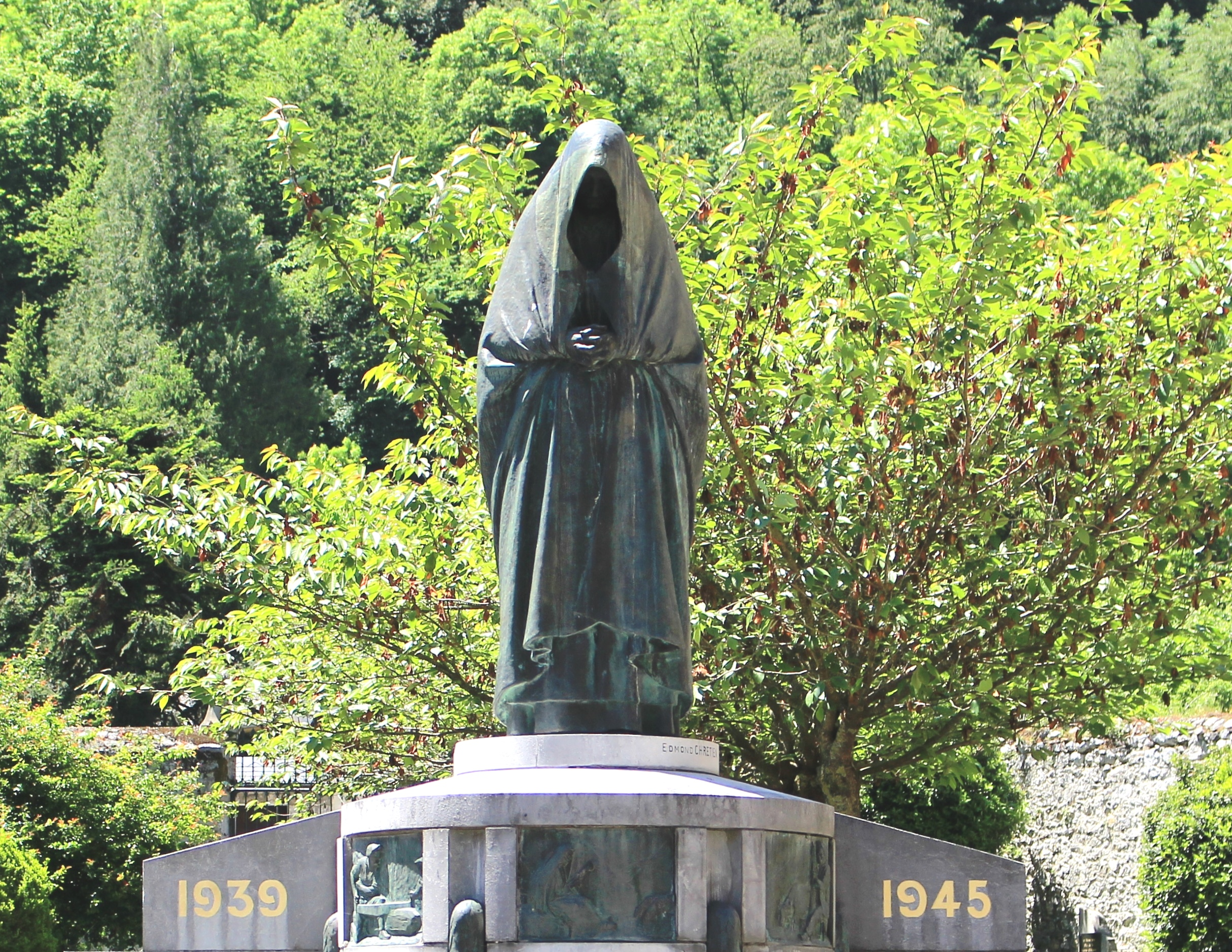